# Années 420 av. J.-C.
Les années 420 av. J.-C. couvrent les années de 429 av. J.-C. à 420 av. J.-C.

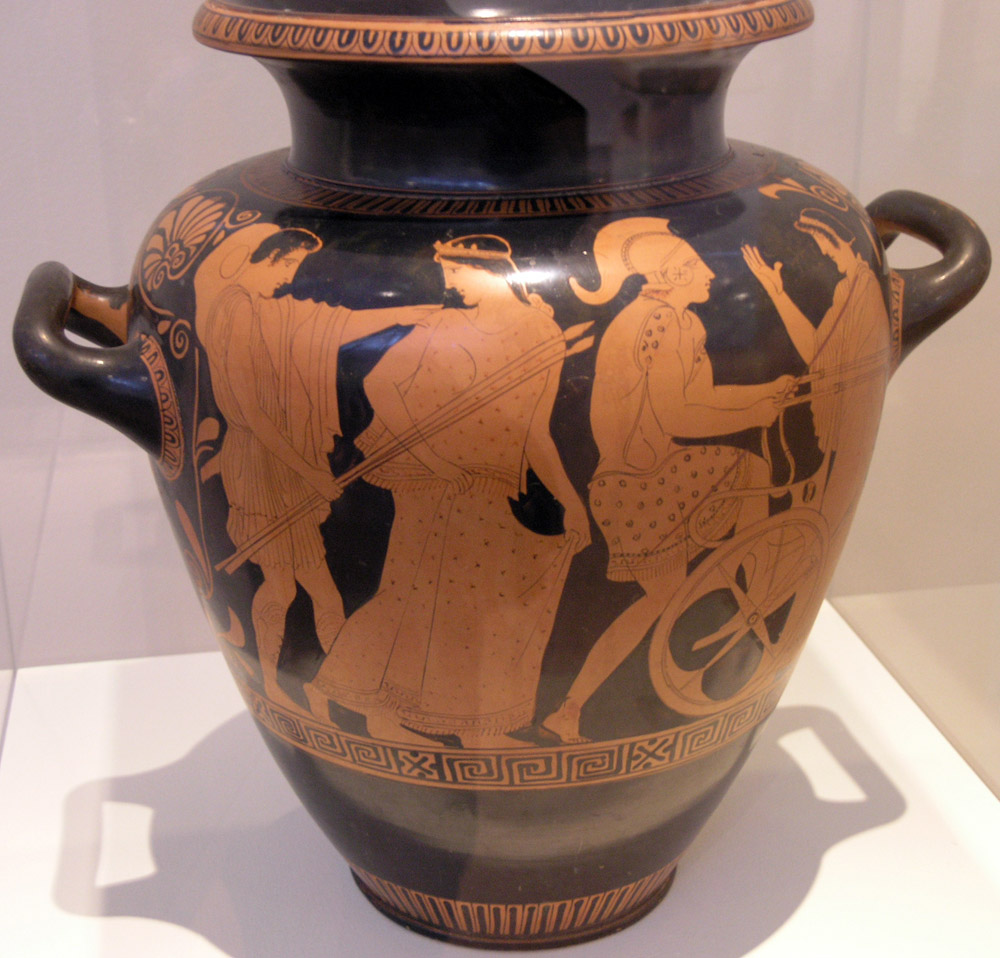
Thésée enlève Hélène, œuvre de Polygnote vers 430–420 av. J.-C., musée national archéologique d'Athènes

## Événements
- 431-421 av. J.-C. : guerre de 10 ans ou guerre archidamique, première partie de la guerre du Péloponnèse entre Athènes et Sparte, conclue par la paix de Nicias. Le roi de Sparte, Archidamos II, envahit l'Attique sans parvenir à bloquer sérieusement Athènes[1].
- Vers 430-225 av. J.-C.[2]. : une ville nouvelle sur un plan en damier est établie sur l’oppidum d’Ensérune (Hérault). Aux cabanes et aux humbles maisons succèdent des demeures plus grandes et mieux construites[3].
- À partir de 430 av. J.-C. environ : les Romains et les Latins alliés prennent l’offensive contre les Volsques et les Èques[4]. Les montagnards sont refoulés ou contrôlés, les Sabins eux-mêmes cessent d’être une menace pour Rome après l’échec d’Appius Herdonius dans le Latium (460 av. J.-C.).

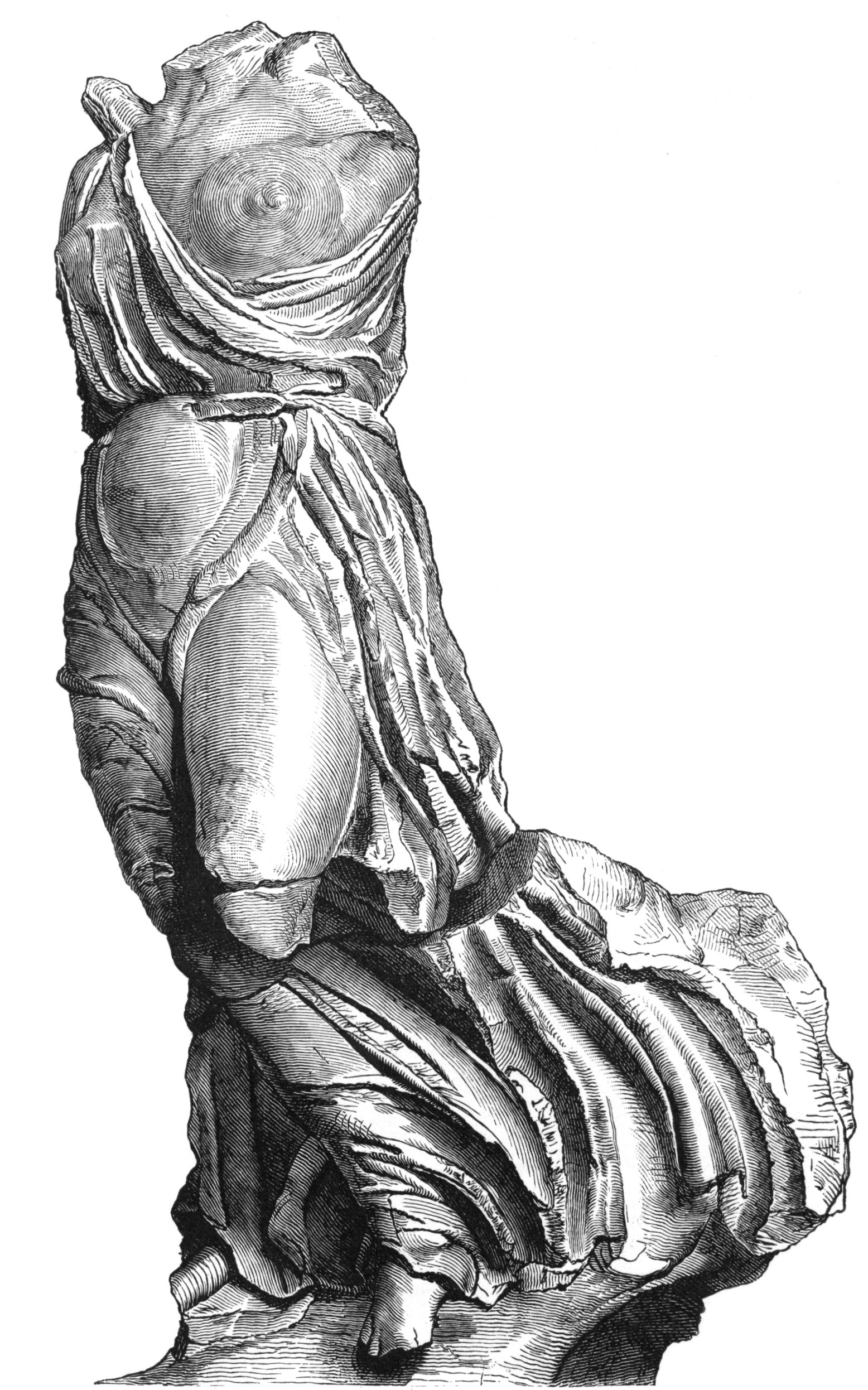
Nike, de Paeonius

- Vers 430-425 av. J.-C. : Néhémie, après avoir été rappelé quelque temps auprès d’Artaxerxès Ier (433), revient à Jérusalem et s’efforce de faire respecter la loi deutéronomique dans toute sa rigueur[5]. Il dénonce les agissements du grand-prêtre Elyashib en faveur de son propre parent Tobiah, gouverneur d’Ammon, exclu de l’assemblé israélite et réorganise le service de la dîme en faveur des lévites. Il s’oppose aux mariages avec des étrangères et impose le respect du sabbat en fermant les portes de Jérusalem pour empêcher tout commerce ce jour-là.
- Vers 430 av. J.-C. :
  - carrière des peintres Apollodore le Skiagraphe et Zeuxis[6]. Ils sont les premiers à utiliser les contrastes entre la lumière et l’ombre[7].
  - la population de Syracuse atteint environ 250 000 habitants, dont 20 000 citoyens. Sa richesse lui permet d’entretenir une centaine de trières et d’accroître son infanterie et sa cavalerie[8].
- 427-426 av. J.-C. : guerre civile à Corcyre entre les démocrates et les aristocrates[9].
- 421 av. J.-C. : date probable de la dédicace de la Statue de la Victoire, érigée par les Messéniens à Olympie, attribuée au sculpteur Paeonios de Mendè[10].

## Personnages significatifs
- Aristophane
- Brasidas
- Cléon
- Darius II
- Euripide
- Nicias
- Socrate
- Thucydide